# Mikael Eriksson (ishockeyspelare)
Mikael "Daggen" Eriksson, född 3 januari 1987 i Karlskoga, är en svensk före detta professionell ishockeyspelare som sist spelade för BIK Karlskoga i Hockeyallsvenskan.
Säsongen 2022/2023 verkar Eriksson som expertkommentator på hockeyallsvenska matcher, på tv4play